# Franz von Suppé

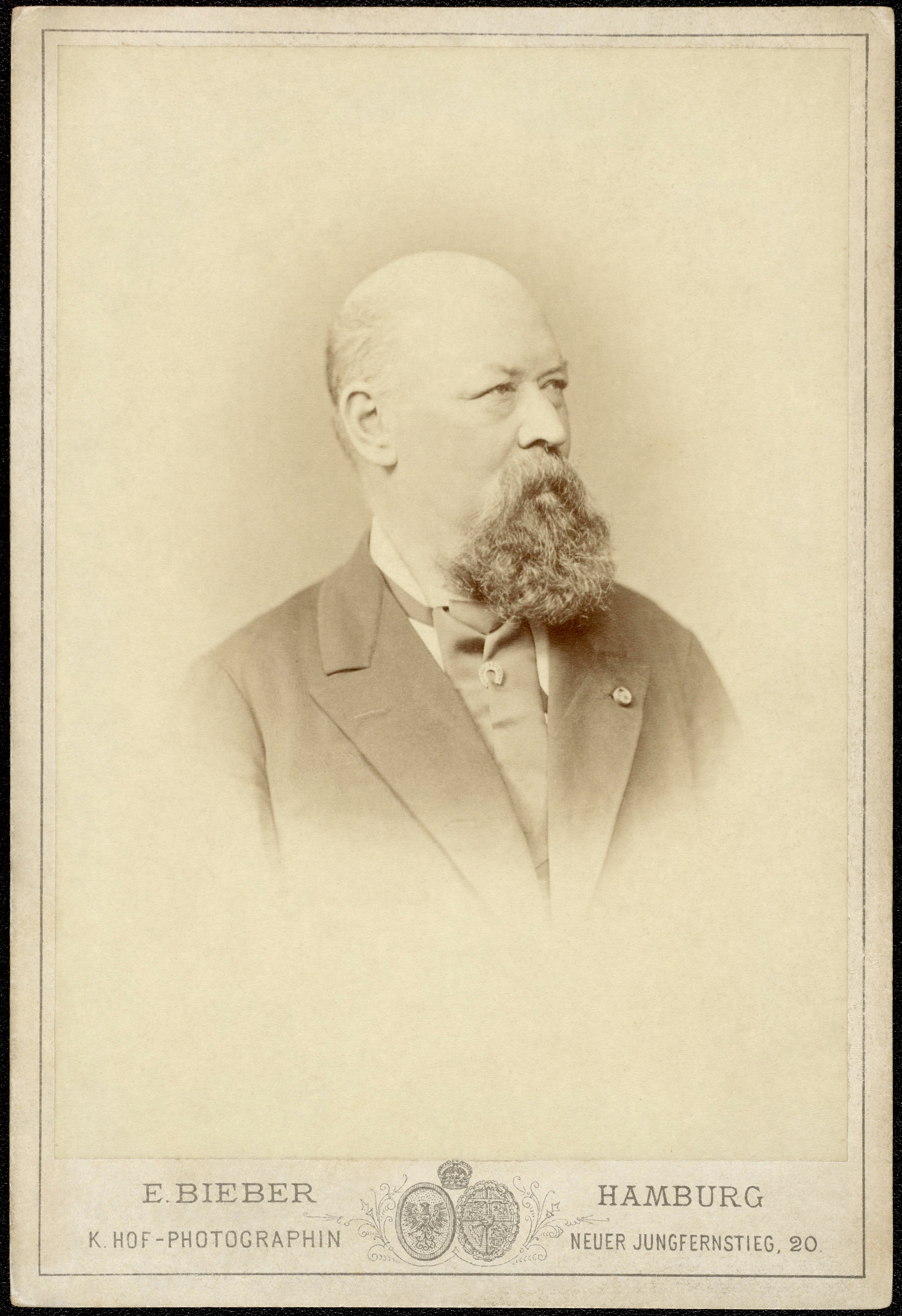
Franz von Suppé

Franz von Suppé (Francesco Ezechiele Ermenegildo Cavaliere Suppé-Demelli) (n. 18 aprilie 1819, Split, Croația – d. 21 mai 1895, Viena), a fost un compozitor austriac. Majoritatea celor peste 200 de compoziții ale sale au fost operete.

## Lucrări
Opere
Operete
Alte lucrări
- Repetiție de concert

## Filme
Filme despre Suppé
Filme după lucrările lui Suppé